# Lago Nussbaumersee
O Lago Nussbaumersee é um lago localizado entre os povoados de Nussbaumen e Uerschhausen, ambos do município de Hüttwilen no cantão de Turgóvia, Suíça. 
A superfície deste lago é de 0,252 km². O Lago Hüttwilersee e o Lago Hasensee estão localizados no mesmo vale.